# Rhodina
Rhodina là một chi bướm đêm thuộc họ Erebidae.

## Loài
- Rhodina falculalis Guenée, 1854
- Rhodina hyporrhoda Turner, 1902